# Agustina López de Osornio
Agustina Josefa Teresa López de Osornio (Buenos Aires, 27 de agosto de 1769 - 13 de diciembre de 1845) fue una patricia y estanciera rioplatense, pionera de la ganadería argentina al sur del río Salado, que a fines del siglo XVIII era el límite con las tierras indígenas, especialmente conocida por haber sido la madre del gobernador Juan Manuel de Rosas.

## Biografía
Era hija del coronel Clemente López de Osornio, comandante general de campaña de la provincia de Buenos Aires y pionero al sur del río Salado. Se educó en la ciudad de Buenos Aires.
Su padre murió cuando ella tenía catorce años, y desde muy temprano se hizo cargo de la estancia "Rincón de López", ubicada en la margen sur de la desembocadura del río Salado. Ella misma dirigía las tareas rurales en la estancia y también gustaba de salir a recorrer el campo. La continua lucha contra las dificultades en una zona de frontera, contra las inclemencias del tiempo, los indígenas y la escasa educación de los gauchos le dieron un carácter muy firme y decidido.
Alrededor de los 20 años se casó con León Ortiz de Rozas, un oficial de ejército que se había distinguido en las exploraciones de territorio indígena, y que había pasado mucho tiempo cautivo. Tuvieron diez hijos, el segundo de los cuales fue el brigadier general Juan Manuel de Rosas. Entre los demás, fueron notables el general Prudencio, el hacendado Gervasio, la escritora Mercedes y Agustina, esposa del general Lucio Norberto Mansilla.
Fue una mujer muy rica y piadosa, y ejerció la caridad como se la entendía por esa época, con un fuerte tono paternalista. Educó a sus hijos con extrema dureza, y no les perdonaba veleidades de niños ricos. A su lado, su hijo Juan Manuel aprendió a trabajar sin descanso, a respetar y hacerse respetar por los gauchos y a no tener miramientos con nadie, ni siquiera para consigo mismo. Pero el carácter fuerte de ambos chocó al menos dos veces: la primera cuando Agustina se opuso a la novia de Juan Manuel, Encarnación Ezcurra, por lo que su hijo recurrió al ardid de convencerla de que estaba embarazada para obtener su autorización para casarse. Poco tiempo después, un duro entredicho entre ambos terminó en el abandono del hogar por parte de Juan Manuel, que desde entonces se dedicó a administrar las estancias de su primo Nicolás Anchorena y a adquirir varias estancias. La dureza del conflicto – o tal vez la decisión de ganarse la vida sin depender de su familia – hizo que don Juan Manuel cambiara su apellido Ortiz de Rozas por Rosas. 
Agustina tenía un fuerte rechazo a Encarnación, lo que hacía que la joven (quien había sido criada por una mujer muy similar a Agustina), padeciera la convivencia con su suegra. Lucio V. Mansilla comenta en uno de sus relatos cómo fue el suceso de la partida de Juan Manuel. Agustina había acusado a Juan Manuel de una mala administración de los campos, y este, con el orgullo herido y una esposa que acababa de confesar los malos tratos, acomodó los papeles de la estancia, dejó los regalos que le había hecho su madre y se marcharon en busca del propio destino. Este acontecimiento, dejó muy herida a Doña Agustina, puesto que Juan Manuel era su hijo favorito. El motivo de la partida no está demasiado esclarecido, algunos historiadores señalan que Juan Manuel se marcha en cuanto su madre le exige que se arrodille frente a su jefe de una tienda corriente, Agustina lo encierra en un cuarto desnudo, y ante esta humillación, Juan Manuel se aleja bajo el lema "Me voy sin llevar nada de lo que es mío" (Pancho O'Donnell. 2001. Juan Manuel de Rosas: El maldito de nuestra historia oficial.) Otros, señalan la crudeza de Agustina ante Encarnación.
En 1828, cuando la revolución unitaria derrocó a Manuel Dorrego y su hijo Juan Manuel sitió la ciudad de Buenos Aires, los jefes unitarios pretendieron requisar los caballos y mulas que tenía en los fondos de su casa. Cuando por fin fue obligada a entregarlas, se adelantó al oficial que venía a buscarlas y ordenó a sus criados degollar todos sus caballos y mulas.
Fue la tutora de varios de sus nietos, a los que educó algo menos duramente que a sus hijos. Cuando su marido falleció, en 1839, estaba inválida, pero aun así gobernaba con firmeza su casa. Ese mismo año, la revolución de los Libres del Sur tuvo el apoyo o la complacencia de su hijo Gervasio; autores unitarios afirmaron entonces que el coronel Vicente González insultó a Gervasio Rosas en un brindis, afirmando que no era hijo de don León Ortiz de Rozas. Ello habría disgustado enormemente a su madre, por el insulto que se le infería a ella, y porque el gobernador no lo había castigado.
Falleció en Buenos Aires en diciembre de 1845, a los 76 años.